# Канса
Канса (фр. Campsas) насеље је и општина у јужној Француској у региону Миди Пирене, у департману Тарн и Гарона која припада префектури Монтобан.
По подацима из 2011. године у општини је живело 1222 становника, а густина насељености је износила 81,41 становника/km². Општина се простире на површини од 15,01 km². Налази се на средњој надморској висини од 145 метара (максималној 144 m, а минималној 104 m).

## Демографија
| 1962. | 1968. | 1975. | 1982. | 1990. | 1999. | 2011. |
| ----- | ----- | ----- | ----- | ----- | ----- | ----- |
| 416   | 485   | 495   | 559   | 636   | 870   | 1.222 |

График промене броја становника у току последњих година

## Галерија
- Градска већница
- Споменик умрлима